# Салонен, Ээро
Ээро Илмари Салонен (фин. Eero Ilmari Salonen; 25 июля 1932, Хельсинки — 22 мая 2006, Паттайя, Чонбури) — финский баскетболист. Участник летних Олимпийских игр 1952 года.

## Биография
Ээро Салонен родился 25 июля 1932 года в финском городе Хельсинки.
Играл в баскетбол за «Эланно Иску» и «Юри» из Хельсинки. Не менее пяти раз выигрывал чемпионат Финляндии. В 1958 году набрал 53 очка в матче чемпионата страны.
В 1952 году вошёл в состав сборной Финляндии по баскетболу на летних Олимпийских играх в Хельсинки, поделившей 9-16-е места. Провёл 3 матча, набрал 26 очков (20 в матче со сборной Болгарии, 5 — с Мексикой, 1 — с СССР).
В составе сборной Финляндии четырежды участвовал в чемпионатах Европы: в 1953 году в Москве (12-е место), в 1955 году в Будапеште (10-е место), в 1957 году в Софии (11-е место), в 1959 году в Стамбуле (13-е место).
В 1951—-1959 годах провёл за сборную Финляндии 66 матчей, набрал 468 очков.
После окончания карьеры женился на тайке и жил в Таиланде.
Работал спортивным журналистом.
Умер 22 мая 2006 года в таиландском городе Паттайя.